# CNN México
 (juin 2012).
Si vous disposez d'ouvrages ou d'articles de référence ou si vous connaissez des sites web de qualité traitant du thème abordé ici, merci de compléter l'article en donnant les références utiles à sa vérifiabilité et en les liant à la section « Notes et références ».
CNN México (CNN Mexique) est la chaîne mexicaine d'information lancée conjointement par CNN et Grupo Expanción.